# Llanura de Kantō
La llanura de Kantō (関東平野 Kantō heiya?) es la llanura más grande de Japón, situada en la región de Kanto en el centro de Honshu. 
La superficie total es de 17 000 kilómetros cuadrados y cubre más de la mitad de la región que se extiende sobre Tokio, Saitama, Kanagawa, Chiba, Ibaraki, Gunma y Tochigi.

## Geografía

### Fronteras
Las fronteras del límite norte son las Tierras altas de Abukuma, la cordillera Yamizō, la cordillera Ashio y un campo volcánico asociado al Cinturón Volcánico Nasu. El oeste coincide con la cordillera de Kantō  y el extremo sur está definido por la península de Bōsō, la península de Miura, la bahía de Tokio, y la bahía de Sagami. El océano Pacífico frente a los puertos Ibaraki y Kashima, y la playa Kujūkuri definen el extremo oriental de la llanura.

### Ríos
La mayoría de los ríos nacen en las sierras del norte o del oeste y el flujo es hacia el este o sureste en el océano Pacífico, la bahía de Tokio o la bahía de Sagami. En la parte central de la llanura fluye el río Tone, en la parte norte el río Watarase, el río Kinu, el río Kokai, el río Naka y el río Kuji, y en la parte sur el río Arakawa, el río Tama y el río Sagami. De estos ríos, el río Tone abarca una gran área de la llanura de inundación, ya que tiene el área de drenaje más grande de Japón de 16 840 kilómetros cuadrados, que incluye el lago Kasumigaura, el segundo lago más grande de Japón. Las áreas de drenaje cubiertos por estos representan los ríos de la llanura aluvial de la llanura de Kanto.

### Mesetas
Una colección de mesetas constituyen una gran parte de la llanura. Entre ellos se encuentran la meseta de Ōmiya, meseta de Musashino, Sagamino y Jōsō. Estas grandes mesetas están divididas en otros más pequeñas por valles poco profundos. Una de las características comunes de las mesetas es que sus superficies están cubiertas con una gruesa capa de arcilla de origen volcánico. Las cenizas volcánicas de los volcanes circundantes, monte Asama, monte Haruna y monte Akagi al norte y el monte Hakone y monte Fuji al sur, se cree que han sido depositados en estas mesetas.
Entre las mesetas, la meseta de Musashino cuenta con la mayor extensión de tierra, que se extiende desde el borde occidental de Ōme hasta el borde oriental de Yamanote y Shitamachi (Yamanote y Shitamachi) que limita con las llanuras aluviales de los ríos Arakawa y Sumida. Su elevación disminuye gradualmente de oeste a este, que mide 190 m de Ōme y 20 m en Yamanote.